# 함평 이건풍 가옥
함평 이건풍 가옥(咸平 李建豊 家屋)은 대한민국 전라남도 함평군 나산면 초포리에 있는 조선시대의 건축물이다. 2004년 2월 13일 전라남도의 문화재자료 제251호로 지정되었다.

## 개요
이 마을에 입향한 이순지(李舜枝)의 종가로 그 후손이 살다가 이순지의 형인 이순화(李舜華)의 후손 이명룡(李命龍 1708-1789)이 이주하면서 오늘에 이르고 있다. 집터는 조선초기에 잡았고 18세기에 중수한 것으로 추정된다. 원래 기와집이던 것이 1800년대 후반에 초가로 바뀌었고 1964년 무렵에 시멘트기와로 바뀌었다.

## 참고 문헌
- 함평이건풍가옥 - 국가유산청 국가유산포털